# Monika Pyrek
Monika Zofia Pyrek-Rokita (Gdynia, 11 de agosto de 1980) é uma saltadora de vara polonesa.
Competindo nos Jogos Olímpicos de 2004, ela terminou em quarto com 4,55 metro s, atrás apenas de outra saltadora com vara polonesa nascida em Gdynia, Anna Rogowska. Pyrek ganhou uma medalha de prata no Campeonato Mundial de 2005 com a marca de 4,60 m. Ela também ganhou a medalha de prata no Campeonato Europeu de 2006.
Sua melhor marca pessoal é 4,82 metros. Vive e treina em Szczecin no clube MKL Szczecin. 
Em 2013 Monika Pyrek deixa de competir. 